# Premi BAFTA 1995
La 48ª edizione dei British Academy Film Awards, conferiti dalla British Academy of Film and Television Arts alle migliori produzioni cinematografiche del 1994, ha avuto luogo il 9 aprile 1995.

## Vincitori e nomination

### Miglior film
- Quattro matrimoni e un funerale (Four Weddings and a Funeral), regia di Mike Newell
- Forrest Gump, regia di Robert Zemeckis
- Pulp Fiction, regia di Quentin Tarantino
- Quiz Show, regia di Robert Redford

### Miglior film britannico
- Piccoli omicidi tra amici (Shallow Grave), regia di Danny Boyle
- Backbeat - Tutti hanno bisogno di amore (Backbeat), regia di Iain Softley
- Picnic alla spiaggia (Bhaji on the Beach), regia di Gurinder Chadha
- Il prete (Priest), regia di Antonia Bird

### Miglior film non in lingua inglese
- Vivere! (Huozhe), regia di Zhāng Yìmóu • Hong Kong
- Belle Époque, regia di Fernando Trueba • Spagna
- Tre colori - Film rosso (Trois couleurs : Rouge), regia di Krzysztof Kieślowski • Francia
- Mangiare bere uomo donna (yǐn shí nán nǚ), regia di Ang Lee • Taiwan

### Miglior regista
- Mike Newell - Quattro matrimoni e un funerale
- Krzysztof Kieślowski - Tre colori - Film Rosso
- Quentin Tarantino - Pulp Fiction
- Robert Zemeckis - Forrest Gump

### Miglior attore protagonista
- Hugh Grant - Quattro matrimoni e un funerale
- Tom Hanks - Forrest Gump
- Terence Stamp - Priscilla - La regina del deserto
- John Travolta - Pulp Fiction

### Miglior attrice protagonista
- Susan Sarandon - Il cliente
- Linda Fiorentino - L'ultima seduzione
- Irène Jacob - Tre colori - Film Rosso
- Uma Thurman - Pulp Fiction

### Miglior attore non protagonista
- Samuel L. Jackson - Pulp Fiction
- Simon Callow - Quattro matrimoni e un funerale
- John Hannah - Quattro matrimoni e un funerale
- Paul Scofield - Quiz Show

### Miglior attrice non protagonista
- Kristin Scott Thomas - Quattro matrimoni e un funerale
- Charlotte Coleman - Quattro matrimoni e un funerale
- Sally Field - Forrest Gump
- Anjelica Huston - Misterioso omicidio a Manhattan

### Miglior sceneggiatura originale
- Pulp Fiction - Roger Avary e Quentin Tarantino
- Priscilla - La regina del deserto - Stephan Elliott
- Quattro matrimoni e un funerale - Richard Curtis
- Philadelphia - Ron Nyswaner

### Miglior sceneggiatura non originale
- Quiz Show - Paul Attanasio
- I ricordi di Abbey - Ronald Harwood
- Forrest Gump - Eric Roth
- Il circolo della fortuna e della felicità - Ronald Bass e Amy Tan
- Tre colori - Film Rosso - Krzysztof Kieślowski e Krzysztof Piesiewicz

### Miglior fotografia
- Intervista col vampiro
- Priscilla - La regina del deserto - Brian J. Breheny
- Forrest Gump - Don Burgess
- Pulp Fiction - Andrzej Sekuła

### Miglior scenografia
- Intervista col vampiro
- Priscilla - La regina del deserto
- Frankenstein di Mary Shelley
- The Mask

### Miglior montaggio
- Speed
- Forrest Gump - Arthur Schmidt
- Quattro matrimoni e un funerale - Jon Gregory
- Pulp Fiction - Sally Menke

### Migliori costumi
- Priscilla - La regina del deserto
- Quattro matrimoni e un funerale
- Intervista col vampiro
- Piccole donne

### Miglior trucco
- Cassie Hanlon, Angela Conte e Strykermeyer - Priscilla - La regina del deserto (The Adventures of Priscilla, Queen of the Desert)
- Stan Winston, Michèle Burke e Jan Archibald - Intervista col vampiro (Interview with the Vampire)
- Greg Cannom and Sheryl Ptak - The Mask
- Greg Cannom, Ve Neill e Yolanda Toussieng - Mrs. Doubtfire - Mammo per sempre (Mrs. Doubtfire )

### Miglior sonoro
- Stephen Hunter Flick, Gregg Landaker, Steve Maslow, Bob Beemer e David MacMillan - Speed
- Glenn Freemantle, Chris Munro e Robin O'Donoghue - Backbeat - Tutti hanno bisogno di amore (Backbeat)
- Terry Porter, Mel Metcalfe, David J. Hudson e Doc Kane - Il re leone (The Lion King)
- Stephen Hunter Flick, Ken King, Rick Ash e Dean A. Zupancic - Pulp Fiction

### Migliori effetti speciali
- Forrest Gump
- The Mask
- Speed
- True Lies